# Кавалерия (фильм)
«Кавалерия» (англ. 12 Strong) — американская военная драма режиссёра Николая Фульси, основанный на нон-фикшн книге Дуга Стэнтона Horse Soldiers. Премьера фильма в США состоялась 19 января 2018 года, в России — 8 марта.

## Сюжет
Действия разворачиваются после терактов 11 сентября 2001 года. Правительство начинает поиск виновников трагедии. Командир «зеленых беретов» Митч Нельсон должен возглавить отряд, направленный на помощь генералу Абдул-Рашиду Дустуму вместе с его армией. Вместе они должны будут достигнуть Мазари-Шарифа, где им предстоит схватка с боевиками. Митча отправляют в Афганистан и высаживают в пустыне. Как и солдаты Рашида, американцы будут передвигаться на лошадях, словно кавалерия.
После нескольких дней в пустыне отряд сталкивается со всеми ужасами войны. В конце фильма Митч прощается с Дустумом, закапывает в землю кусочек Башен близнецов и возвращается домой, к жене и дочери.

## В ролях
- Крис Хемсворт — капитан Митч Нельсон, командир боевой группы[7]
- Майкл Шеннон — старший уорент-офицер Кэл Спенсер, один из членов команды Митча[8]
- Майкл Пенья — старший сержант Сэм Дилер, один из членов команды Митча[9]
- Навид Негабан — генерал Абдул-Рашид Дустум, один из лидеров Северного Альянса и позднее — вице-президент Исламской Республики Афганистан[10]
- Саид Тагмауи — лидер талибов, враг Дустума
- Треванте Роудс — старший сержант Бен Мило, один из членов команды Митча[11]
- Эльса Патаки — Джин Нельсон, жена Митча[12]
- Уильям Фихтнер — полковник Малхолланд, командир полка армейского спецназа
- Роб Риггл — подполковник Макс Бауэрс, командир батальона[13]
- Тэд Лакинбилл — Верн Майклс, один из членов команды Митча
- Остин Стоуэлл — штаб-сержант Фред Фоллс, один из членов команды Митча[14]
- Бен О’Тул — Скотт Блэк, один из членов команды Митча[15]
- Остин Хеберт — Пэт Эссекс, один из членов команды Митча[16]
- Кенни Миллер — Кенни Джексон, один из членов команды Митча
- Кенни Шерд — старший сержант Билл Беннет, один из членов команды Митча
- Джофф Стульц — Шон Кофферс, один из членов команды Митча
- Джек Кеси — Чарльз Джонс, один из членов команды Митча
- Лэйт Накли — командующий Ахмед Лал, один из солдат Северного альянса Афганистана
- Фахим Фазли — командир Халед, один из солдат Северного альянса Афганистана[17]
- Юсуф Азами — Факир, один из солдат Северного альянса Афганистана
- Питер Малек — Хабиб
- Элисон Кинг — Марша Спенсер
- Лорен Майерс — Лайза Дилер

## Съёмки
Основные съёмки начались в начале января 2017 года в Нью-Мексико. Съёмки так же проходили в городах Сокорро (Нью-Мексико) и Аламогордо.

## Критика
Фильм получил смешанные отзывы кинокритиков. На сайте Rotten Tomatoes фильм имеет рейтинг 52 % на основе 156 рецензий со средним баллом 5,5 из 10. Критический консенсус вебсайта гласит: "У «Кавалерии» есть солидный актерский состав, благородные намерения и захватывающий, основанный на реальных событиях сюжет — всего этого иногда бывает достаточно, чтобы сбалансировать разочаровывающее отсутствие глубины или оттенков".. На сайте Metacritic фильм имеет оценку 54 из 100 на основе 43 рецензий критиков, что соответствует статусу «смешанные или средние отзывы». На сайте CinemaScore зрители дали фильму оценку A по шкале от A+ до F.